# Confidential

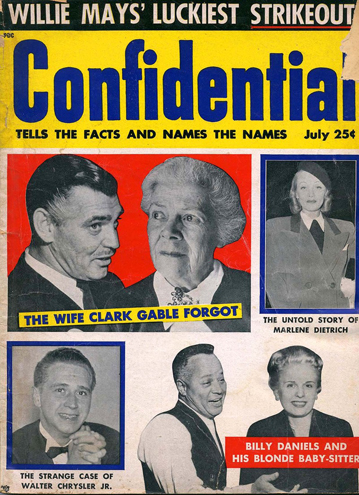
Confidential - "Tells The Facts And Names The Names", juli 1955.

Confidential var en amerikansk månadstidning, som gavs ut mellan 1952 och 1978. Den startades av Robert Harrison och inriktade sig på skvaller om dåtidens celebriteter. Confidential ses som ursprunget till dagens kändisjournalistik. 
Journalistiken bestod lika mycket av insinuationer som av avslöjanden. Exempelvis insinuerade tidningen att Bing Crosby var hustrumisshandlare, att Rock Hudson och Liberace var homosexuella samt gjorde det allmänt känt att Robert Mitchum åkt fast för att ha rökt marijuana. Förutom att sprida skvaller kombinerade Confidential sina avslöjanden med en konservativ agenda som särskilt intresserade sig för vem som sympatiserade med vänstern samt vilka som ”umgicks över rasgränserna”.
Idén till Confidential påstås Robert Harrison ha fått ifrån senatsförhören om organiserad brottslighet som sändes på tv i början av femtiotalet. Förhören leddes av Tennessee-senatorn Estes Kefauver som drog fram undersidan av USA, dess maffiabossar med fantasieggande öknamn, överdådiga livsstilar och massor av pikanta detaljer i privatlivet. Förhören var mycket populära bland tittarna och fick högre tittarsiffror än många TV-såpor. Harrison insåg att det var för farligt att inrikta sig mot maffian men att Hollywood var en liknande värld som levde efter egna lagar, och som innehöll samma glamorösa livsstil som kunde exploateras.

## Confidentials journalistiska teknik
I hemlighet skapade Harrison ett underrättelsenätverk i Los Angeles bestående av journalister, hotellstäderskor, privatdetektiver, prostituerade, kypare och servitriser samt mindre kända aktörer och statister..” Många av dessa visste vad stjärnorna sysslade med på fritiden och fick en möjlighet att tjäna pengar på att tipsa Confidential.
Sedan tidigare hade Harrison kontakter med den kände kolumnisten Walter Winchell, som i det första numret av Confidential hyllades i en underdånig artikel. Efter det gjorde Winchell reklam för magasinet i sina krönikor som syndikerades över hela USA och samarbetade med Confidential genom att dela med sig av de rykten som ansågs otryckbara i dagspressen..”
Dåtidens tekniska framsteg bidrog också till skvallerpressens utveckling – övervakningsutrustningen hade blivit mindre otymplig så att kameror och avlyssningsapparatur gick att installera utan omedelbar risk för upptäckt.
Själva tekniken för hur artiklarna skrevs var också stilbildande. I en artikel i TIME 1955 beskrivs hur journalisterna gick till väga: ”Genom att strö ut korn av sanning bland en sörja av insinuationer, påståenden och rent snusk, skapar Confidential en illusion av att de rapporterar verkliga upplysningar om kändisar. Standardmetoden: gräv upp en faktisk händelse och brodera ut den till 1 500 till 2 000 ord. Om personen ifråga funderar på att stämma tidningen, kommer han snart att inse att händelsen i sig är sann, även om broderierna inte är det. [...] Tidningen specialiserar sig på att hitta en fläck i personens förflutna, för att sedan använda det mot honom..."

## Confidentials omedelbara framgång
Confidentials första nummer kom ut i december 1952 under parollen “The Lid Is Off!”. Under dess stående slogan “Tells the Facts and Names the Names”gavs tidningen ut varannan månad och blev på kort tid USA:s snabbast växande tidning. Efter bara ett par nummer var Confidentials upplaga uppe i fyra miljoner och då varje tidning beräknades läsas av tio personer innebar det att den nådde var femte amerikan. Harrison beräknades tjäna en halv miljon dollar per nummer. I dagens svenska penningvärde skulle det vara nästan 24 miljoner kronor.

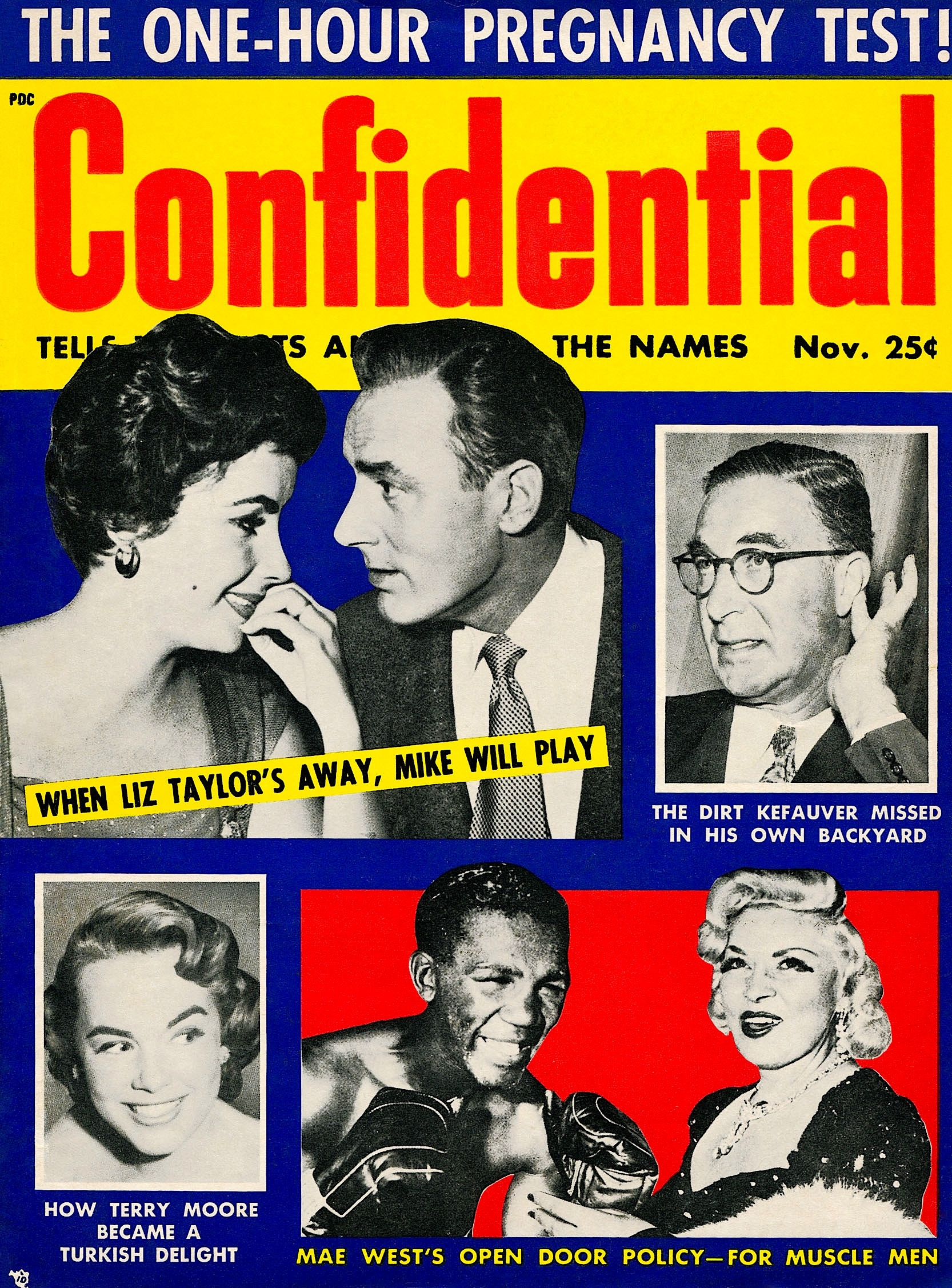
Confidential - "Tells The Facts And Names The Names", november 1955.

## Följderna för filmindustrin
Confidential var baserad i New York och kunde därför inte tystas av filmbolagen genom eventuella mutor till dåtidens korrumperade Los Angeles-polis. Den image som filmbolagen byggt upp åt många filmstjärnor blev raserad av Confidentials skriverier. För att begränsa skadeverkningarna började filmbolagen tipsa tidningen om mer oskyldigt skvaller för att dra negativ uppmärksamhet från storstjärnorna och skapa publicitet kring sina filmer.
Efter hand tvingades filmmogulerna att ”sälja ut” mindre stjärnor för att skydda de större filmstjärnorna. En del mindre stjärnor samarbetade också med Confidential för att skapa en mindre skandal och därmed också uppmärksamhet kring sin egen person.
En hel del såpastjärnor och B-skådespelare fick sina karriärer förstörda med filmbolagens goda minne. Den homosexuelle Rock Hudson fick vara ifred ett tag, genom att man istället tipsade Confidential om westernstjärnan Rory Calhoun, vars bakgrund innehöll väpnade rån i trettonårsåldern.
Till slut blev det utvecklingen ohållbar för filmbolagen då skvallerpressen krävde större och större offer. Liberaces homosexualitet hängdes ut genom artikeln “Därför borde Liberaces signaturmelodi vara ‘Mad About The Boy!’” och även ”hjärtekrossaren” Cary Grants sexualitet började ifrågasättas. Ingen gick säker för Confidential och ytterligare exempel visar vilken sorts journalistik tidningen lockade tidningsköpare med: “Därför gillar Shirley MacLaine män som suttit i fängelse!!”, “Sanningen om Errol Flynns perversa flirt med en lolita...”, “Slog Marlon Brando sin fru?”, “Så blev Marilyn Monroe våldtagen!”

## Rättegången mot Confidential
Även om förhållandevis få av artiklarna resulterade i stämningar, tvingades en del stjärnor till att väcka enskilt åtal för att försöka rädda sina karriärer. Vid ett tillfälle hade Confidential skadeståndsanspråk på sig på sammanlagt tolv miljoner dollar. Ändå klarade de sig ifrån mycket eftersom många stjärnor inte ville dra mer uppmärksamhet till artiklarna.
1957 försökte Hollywood slå tillbaka och övertygade Kaliforniens delstatsåklagare att stämma Confidential för förtal på generell basis. En och en kunde inte stjärnorna göra så mycket, men filmindustrin räknade med att ett åtal mot Robert Harrison personligen för “konspiration syftande till publicering av kriminellt förtal” skulle visa sig mer effektivt. Åklagarens huvudvittne var Howard Rushmore, fd reporter på Communist Daily Worker och tidigare medlem i amerikanska kommunistpartiet som hade anställts som redaktör på Confidential i oktober 1954.
När rättegången började kallade Confidential in hundratals Hollywoodstjärnor att vittna vilket inte bara visade sig vara bra marknadsföring utan även en effektiv försvarsstrategi. Rättegången inleddes med att Confidentials försvarsadvokater läste upp de mest sensationella artiklarna ur tidningen. På så sätt blev de en del av rättegångshandlingarna och den seriösa pressen kunde citera dem i dagstidningarna vilket gjorde situationen förnedrande för filmbolagen. På detta sätt vände Harrison rättegången till en publicitetskupp för Confidential.
När förhandlingarna avslutades fördes juryn till lyxiga Mayflower Hotel för att hållas borta från all påverkan från omvärlden tills de nått en dom. Liksom för att fullkomna den parodi rättegången urartat till, fann sig juryn snabbt tillrätta i den lyxiga tillvaron samt lät sig väl smaka av hotellets goda menyer. Juryn ansåg förmodligen att det inte fanns någon anledning att skynda på, när man kunde leva ett liv liknande det Hollywoodstjärnorna levde varje dag, och det på delstatens bekostnad. Juryn satte rekord i överläggningstid och tröttnade inte förrän efter mer än två veckor då de förklarade att de inte kunde enas om ett utslag. Domaren förklarade rättegången ogiltig och slog omedelbart fast att den skulle göras om.
Nu hade filmindustrin fått nog. De ville inte vara med om ett liknande spektakel en gång till och började utöva påtryckningar mot samtliga delstatspolitiker. Efter tio dagar förklarade domaren att det inte skulle bli någon ny rättegång. Studiocheferna och Confidential kom fram till en hemlig uppgörelse – och tidningen lovade att låta filmstjärnorna vara ifred mot att Kaliforniens delstatsåklagare lade ner åtalen mot de enskilda personerna bakom Confidential.

## Rättegångens följder och Confidentials efterföljare
Uppgörelsen blev slutet på Confidentials storhetstid. Utan riktigt sensationellt skvaller gick försäljningen ned och advokatkostnaderna blev för höga på grund av enskilda stämningar från olika stjärnor som snart dök upp. 1958 gjorde Robert Harrison upp i godo med alla som stämt honom och sålde Confidential för att skydda pengarna han tjänat under sex turbulenta år.
Eftersom Confidential tjänade så oerhörda summor i början av femtiotalet fick de en uppsjö av efterföljare på kort tid – Hush-Hush, Uncensored, Naked Truth, Rave, Private Affairs, Revealed, Side Street, Exposed, The Lowdown, Exclusive, Blast, Inside, On the Q.T. Alla tidningarna hade klatschiga slogans i likhet med Confidential: “Uncensored And Off The Record”, “What You Don’t Know About The People You Know”, “Stories The Newspapers Won’t Print!”, “All The Facts...All The Names”. Till och med Confidential själva återanvände sina egna artiklar i Harrisons tidning Whisper, en publikation med pinuppor.
Ingen av de ovan nämnda tidningarna finns kvar idag även om den ursprungliga traditionen kan sägas upprätthållas av National Enquirer och Globe.

## Confidential och James Ellroy
James Ellroy har byggt sin L.A.-kvartett på femtiotalets Los Angeles och väver skickligt samman handlingen med artiklar i skandalblaskor. I filmen L.A. Confidential ser man att Ellroy har hittat en tacksam epok som knappt ens behöver dramatiseras. Los Angeles var genomkorrumperat på femtiotalet och filmmoguler och gangstrar ”ägde” staden och styrde därför också vilken information människor fick ta del av. Tidningsartiklar driver mycket av handlingen framåt i hans böcker och även om det är Hush-Hush som delvis porträtteras i Ellroys böcker anspelar titeln på boken L.A. Confidential på tidningen Confidential.